# 小行星6201
小行星6201（英語：6201 Ichiroshimizu）是一颗围绕太阳公转的小行星。1993年4月16日，圓舘金、渡邊和郎在北见发现了此天体。
这颗小行星的绝对星等为178.3759010612469等。